# Taiyo Matsumoto
Taiyo Matsumoto (松本大洋, Matsumoto Taiyo, 25 oktober 1967) is een mangaka uit Tokio. Hij debuteerde in Kodansha's seinen Weekly Morning tijdschrift met de manga STRAIGHT. Zijn bekendste werken gaf hij echter uit bij Kodansha's rivaal Shogakukan, waaronder Tekkonkinkreet, Ping Pong en Number Five. Matsumoto wordt gepresen voor zijn onconventionele en vaak surrealistische tekenstijl. De werken Ping Pong en Blue Spring werden verfilmd (live-action). De animatiestudio Studio 4°C verwerkte Tekkonkinkreet tot een animefilm. In 2007 won Matsumoto de Manga Excellentieprijs voor zijn Takemitsu Zamurai op het Japan Media Arts Festival.

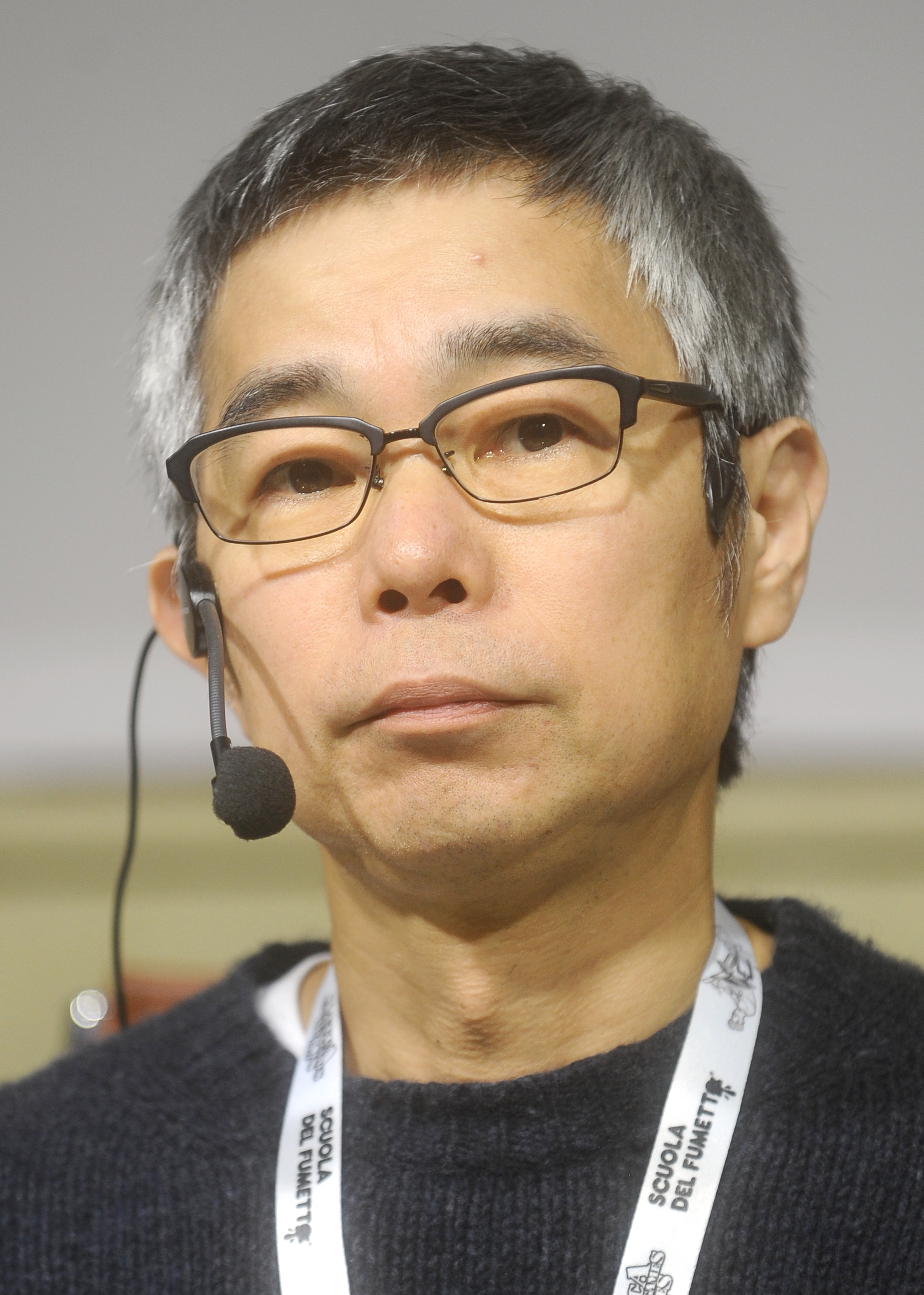
Taiyo Matsumoto in 2017

Matsumoto is de neef van mangaka Santa Inoue.

## Carrière
Matsumoto wilde oorspronkelijk voetballer worden, maar werd later kunstenaar. Na zijn initiële succes in de Comic Open wedstrijd tourde hij in 1986 door Frankrijk. De manga die hij in deze periode tekende, gingen over verscheidene onderwerpen zoals sport, familiehumor en sciencefiction.
In 1993 begon Matsumoto aan Tekkonkinkreet. Het werk werd een groot succes in het Big Spirits tijdschrift. Vervolgens publiceerde hij een reeks kortverhalen in Comic Aré. Hij bundelde ze samen in een verzameling getiteld Nihon no Kyodai. Vanaf 1996 gaf hij Ping Pong uit in Big Spirits. De strip werd opgevolgd door Number Five in het Shogakukan magazine in 2001.
De Tekkonkinkreet anime kwam uit aan het einde van 2006. Zowel de anime als de manga werden uitgegeven in het Engels.

## Oeuvre
| Titel | Jaar    | Nota's                                                                        | Bronnen                            |
| --- | ------- | ----------------------------------------------------------------------------- | ---------------------------------- |
| Straight (ストレート)                                                                                                 | 1989    | Morning Kodansha Comics, 1 vol.                                               |                                    |
| Zero | 1991    | Big Comic Spirits Special, 2 volumes                                          |                                    |
| Zero: God Save the Knuckle!                                                                                           |         | Big Spirits Comics, 2 volumes; Big Comics, 1 vol.                             |                                    |
| A Boy Meet a Papa and Baseball (花男, Hana Otoko)                                                                     | 1992    | Big Comics, Big Spirits Comics Special, 3 volumes                             |                                    |
| Blue Spring | 1993    | Anthologische collectie kortverhalen Uitgegeven door Shogakukan, 1 volume     | [ 5 ]                              |
| Tekkonkinkreet (Black & White)                                                                                        | 1993–94 | Uitgegeven in Pulp en Big Comic Spirits Uitgegeven door Shogakukan, 3 volumes | [ 6 ] [ 7 ] [ 8 ] [ 9 ] [ 10 ]     |
| Brothers of Japan (日本の兄弟, Nihon no Kyodai)                                                                       | 1995    | Mag Comics, 1 volume                                                          |                                    |
| 100 | 1995    | Big spirits comic special, 2 volumes                                          |                                    |
| Ping Pong | 1996–97 | Uitgegeven door Big Comic Spirits Uitgegeven door Shogakukan, 5 volumes       | [ 11 ] [ 12 ]                      |
| GoGo Monster | 2000    | Uitgegeven door Shogakukan, 1 volume                                          | [ 13 ] [ 14 ]                      |
| No. 5 | 2000–05 | Uitgegeven door Ikki magazine Uitgegeven door Shogakukan in 8 volumes         | [ 15 ]                             |
| Flower (花, Hana) | 2002    | stage play adapted to manga novella, 1 volume                                 |                                    |
| Takemitsuzamurai in samenwerking met Issei Eifuku (schrijver)                                                         | 2006–10 | Uitgegeven door Big Comic Spirits Uitgegeven door Shogakukan, 8 volumes       | [ 16 ] [ 17 ] [ 18 ]               |
| Shingo (吾) |         | Big Comics Ikki, 8 volumes, Ikki Comics, 4 volumes                            |                                    |
| Sunny | 2010–15 | Uitgegeven door Monthly Ikki Uitgegeven door Shogakukan, 6 volumes            | [ 19 ] [ 20 ] [ 21 ] [ 22 ] [ 23 ] |
| Sunny Yo-Yo Special edition (Sunnyヨーヨー付き限定特装版, Sani yoyo-tsuki gentei tokusoban)                           |         | Ikki Comix, Ann Comics, 2 volumes                                             |                                    |
| Chao Anne fan Terrible (チャオアンファンテリブル, Chaoanfanteriburu) Taiyo Matsumoto / Katsuki Tanaka / Hiro Sugiyama |         | Tokyo Comic Insider, 1 volume                                                 |                                    |

- Biblioteca Nacional de España: XX4799367
- Bibliothèque nationale de France: cb12527428w (data)
- CiNii: DA12693618
- Gemeinsame Normdatei: 143266039
- International Standard Name Identifier: 0000 0001 1763 1085
- Library of Congress Control Number: no2008022280
- Bibliotheek van het Japanse parlement: 00207913
- Nationale Bibliotheek van Israël: 987012502780505171
- Nederlandse Thesaurus van Auteursnamen: 305617443
- Système universitaire de documentation: 034526927
- Virtual International Authority File: 51799515
- WorldCat: E39PBJxCvHj9wGbMjpJPBJJ7HC